# Speed Caravan
Speed Caravan ist ein Weltmusik-Quartett aus Frankreich und Algerien, mit einer Mischung aus Arabisch-andalusischer Musik, Folktronica und Rock.

## Geschichte
Die Band wurde 2005 von dem algerischstämmigen Oud-Spieler Mehdi Haddab und dem Bassisten Pascal „Pasco“ Teillet gegründet. Später wurden sie von Hermione Frank – welche bereits vorher mit Mehdi Haddab in der Band Ekova spielte – am Synthesizer verstärkt.
Zur Gründung und Namensgebung der Band erklärte Mehdi Haddab 2008:
Zunächst entschloss ich mich, dieses Trio zusammen mit  Pascal Teillet und Hermione Frank als repertoire zu gründen. Das war vor drei Jahren und fiel in die Zeit, in der ich beständig die elektrische Laute (gemeint ist die Oud) zu spielen begann. In dieser Zeit traf ich mich am Abend mit Pasco, und zwar mehrmals die Woche. Manchmal machten wir bis um neun Uhr morgens durch, feiernd und Musik machend. Wir verbrachten auf diese Weise ein Jahr und erschufen in diesem Wirbelwind der Kreation etwas. Das ist auch der Grund, warum die Band Speed Caravan heißt. Sozusagen eine Beschleunigung.
Die Band trat in dieser Zeit bei dem Festival Solidays 2006 und 2007 auf.
Ihr Debütalbum Kalashnik Love erschien 2008 in Zusammenarbeit mit zahlreichen Künstlern wie MC Spex von Asian Dub Foundation, Rachid Taha und Rodolphe Burger.
Es enthält zwei Coverversionen, und zwar Galvanize von den Chemical Brothers und Killing an Arab von The Cure, mit dem die Handlung des Romans Der Fremde von Albert Camus verarbeitet wurde.
Im gleichen Jahr trat die Band auf dem Festival Fnac Indétendances im Paris-Plages als Vorband von Keziah Jones auf.
Ihr zweites Album Big Blue Desert aus dem Jahre 2016 stellt eine Hommage auf Jeff Beck und Jimmy Page dar, die in der Mehdi Haddab in dessen Kindheit inspiriert haben. Die anschließenden Touren führten die Band 2017 bis zum Festival The Spirit of Tengri nach Almaty in Kasachstan.
Ihr drittes Studioalbum Nuba Nova nahm die Band 2020 unter Mitwirkung von Hamdi Benani auf, der den Gesang übernahm. Wie der Name des Albums vermuten lässt, ist es eine Folktronica-Interpretation der arabisch-andalusischen Nubamusik. Veröffentlicht wurde das Album nach dem Tod von Hamdi Benani im Juni 2021, womit das Album ein Stück weit zu einem Nachruf auf den jahrzehntelang im algerischen Musikgeschäft tätigen weißen Engel wurde.

## Diskografie
- 2008: Kalashnik Love (Newbled Records)
- 2016: Big Blue Desert (World Village)
- 2021: Nuba Nova (Buda Musique)